# Cerro del Judío
El Cerro del Judío, también conocido como Cerro de las Tres Cruces, o Mazatepetl (Cerro de los venados) se encuentra en la delegación Magdalena Contreras de la Ciudad de México.
En la cima de este cerro, a 2750 metros de altura sobre el nivel del mar, se ubica un asentamiento arqueológico otomí, consistente en una pirámide que data del 1200 d. C. Esta pirámide cuenta con una escalinata que tiene una tortuga con garras de jaguar labrada en piedra.
Existe ahí un centro ceremonial con otras piezas arqueológicas que datan del 1200 al 1380 d. C. El INAH inició la recuperación de este espacio, la cual estuvo a cargo del arqueólogo Francisco Rivas en el año 2000 y se nombró Parque nacional Lomas de Padierna.
Rivas señala que es probable que los constructores sean grupos tepanecas, un grupo que vivía en la zona al momento de la Triple Alianza, formada por Tlacopan, Texcoco y Azcapotzalco.
En cuanto al nombre, Cerro del Judío hay varias versiones, sin embargo, el nombre más antiguo que se conoce es el de Mazatepetl, Cerro de los Venados.
Cada año en Semana Santa los vecinos se reúnen para las festividades cristianas, ya que se han colocado tres cruces en la cúspide. Se celebra el sacrificio de Cristo y a San Bernabé, el patrono del pueblo, el cual tiene una extensión de 383.49 hectáreas (Ejido de San Bernabé Ocotepec).
El Cerro de Mazatepetl es considerado Área Natural protegida, según lo acordado entre la delegación Magdalena Contreras y la Comisión de Recursos Naturales.